# إريك دي فلامنك
إريك دي فلامنك (بالفرنسية: Eric De Vlaeminck) (مواليد 23 مارس 1945 في بلجيكا - 4 ديسمبر 2015 في بلجيكا)، كان دراج بلجيكي سابق.

## سباقات أو مراحل فاز بها
- طواف فرنسا

## وصلات خارجية
- الموقع الرسمي

## روابط خارجية
- إريك دي فلامنك على موقع أرشيف الدراجات (الإنجليزية)
- إريك دي فلامنك على موقع إحصائيات الدراجات الإحترافية (الإنجليزية)
- إريك دي فلامنك على موقع CycleBase (الإنجليزية)